# Ator 2 - L'invincibile Orion
Ator 2 - L'invincibile Orion è un film del 1984 diretto da Joe D'Amato con lo pseudonimo David Hills. Secondo film fantasy dedicato al personaggio di Ator, è il seguito di Ator l'invincibile del 1982. È anche conosciuto con il titolo La vendetta di Ator.

## Trama
Il guerriero Ator deve salvare la Terra da una bomba atomica primitiva chiamata Nucleo geometrico.